# Domnișoara V îmbrăcată ca un toreador
Domnișoara V îmbrăcată ca un toreador este o pictură în ulei pe pânză din 1862 a pictorului francez Édouard Manet și se află acum la Metropolitan Museum of Art din New York. A fost expusă împreună cu Micul dejun la iarbă verde și Tânăr îmbrăcat ca un majo la Salonul Refuzaților în 1863.